# Wereldorganisatie voor Toerisme
De Wereldorganisatie voor Toerisme (Engels: World Tourism Organization, afgekort UNWTO) is gevestigd in Madrid in Spanje en is een gespecialiseerde organisatie van de Verenigde Naties die zich bezighoudt met toerisme. De UNWTO is een belangrijk, wereldwijd orgaan met betrekking tot het verzamelen en vergelijken van statistische informatie over internationaal toerisme. Deze organisatie vertegenwoordigt de meeste landen in de wereld in de publieke toeristische sector en de publicatie van haar gegevens maakt het mogelijk vergelijkingen te maken van de stroom en de groei van het toerisme op een wereldwijde schaal. Zij is lid van het United Nations Development Programme (UNDP).
De officiële talen van de UNWTO zijn Arabisch, Engels, Frans, Russisch en Spaans.

## Doelstellingen
De UNWTO, opgericht als een internationaal forum voor toerismebeleid en interface voor intergouvernementele communicatie, streeft het doel na om verantwoord, duurzaam en universeel toegankelijk toerisme te ontwikkelen om bij te dragen aan economische ontwikkeling, internationaal begrip, vrede, welvaart en respect voor de mensenrechten. De nadruk ligt op toerisme in ontwikkelingslanden, rekening houdend met de millenniumdoelstellingen voor ontwikkeling en concepten voor duurzame ontwikkeling. Hiertoe zet UNWTO zich in het bijzonder in voor de naleving van de wereldwijde ethische code voor Toerisme, die in 1999 door de Algemene Vergadering werd ondertekend. De ethische code heeft tot doel de positieve sociaaleconomische impact van toerisme te maximaliseren en tegelijkertijd mogelijke negatieve effecten tot een minimum te beperken. 
De bekendste publicaties zijn de jaarlijkse toerismestatistieken, die het internationale toerisme weerspiegelen. Daarnaast streeft de UNWTO ernaar om de internationale toerismestatistieken te harmoniseren. De aanbevelingen van de UNWTO dienen bijvoorbeeld als basis voor statistieken van de OESO en de Europese Unie.
Ook belangrijk zijn de UNWTO-activiteiten in het kader van het project: duurzaam toerisme voor het uitbannen van armoede (Engels: Sustainable Tourism for Eliminating Poverty, ST-EP), dat teruggaat op een initiatief om armoede te bestrijden door middel van toerisme op de wereldtop over duurzame ontwikkeling in Johannesburg in 2002.
UNWTO zet zich ook in om toerisme te promoten als een instrument voor het bereiken van de Duurzameontwikkelingsdoelstellingen (Engels: Sustainable Development Goals, SDG's), gericht op het terugdringen van armoede en het bevorderen van duurzame ontwikkeling wereldwijd.

## Ontwikkeling
De UNWTO is voortgekomen uit een internationaal congres in 1925. Na de Tweede Wereldoorlog heette de Wereldorganisatie voor Toerisme de International Union of Official Travel Organizations (IUOTO) en werd het hoofdkantoor verplaatst van Den Haag naar Genève. Sinds 1975 heet het officieel de Wereldorganisatie voor Toerisme (World Tourism Organization) en sinds 1 januari 1976 is het hoofdkantoor gevestigd in Madrid. Na de voorlopige integratie van de UNWTO in het UNDP van de Verenigde Naties in 1976 en de ondertekening van een samenwerkingsovereenkomst met de Verenigde Naties in 1976, kreeg de UNWTO in 2003 de status van een gespecialiseerde VN-organisatie. In 2013 waren 155 staten en 450 organisaties lid van de UNWTO.

## Structuur

### Algemene Vergadering
De Algemene Vergadering is de belangrijkste bijeenkomst van de World Tourism Organization. Het komt om de twee jaar bijeen om de begroting en het werkprogramma goed te keuren en onderwerpen te bespreken die van vitaal belang zijn voor de toeristische sector. Om de vier jaar kiest zij een secretaris-generaal. De Algemene Vergadering bestaat uit volwaardige leden en geassocieerde leden. Aangesloten leden en vertegenwoordigers van andere internationale organisaties nemen deel als waarnemers.  Het World Committee on Tourism Ethics is een hulporgaan van de Algemene Vergadering.

### Bestuursraad
De Uitvoerende Raad is de raad van bestuur van UNWTO, die ervoor moet zorgen dat de Organisatie haar werk uitvoert en zich aan haar begroting houdt. Het komt ten minste tweemaal per jaar bijeen en is samengesteld uit leden die door de Algemene Vergadering worden gekozen in een verhouding van één op de vijf gewone leden. Als gastland van het hoofdkantoor van UNWTO heeft Spanje een permanente zetel in de Uitvoerende Raad. Vertegenwoordigers van de geassocieerde leden en aangesloten leden nemen als waarnemers deel aan vergaderingen van de Uitvoerende Raad.

### Commissies
Gespecialiseerde commissies van UNWTO-leden adviseren over management en programma-inhoud. Deze omvatten: de programmacommissie, de commissie begroting en financiën, de commissie voor statistiek en de satellietrekening voor toerisme, de commissie voor markt en concurrentievermogen, de commissie voor duurzame ontwikkeling van toerisme, de wereldcommissie voor toerisme-ethiek, de commissie voor armoedebestrijding en de commissie voor de beoordeling van aanvragen voor lidmaatschap van aangeslotenen.

### Secretariaat
Het secretariaat is verantwoordelijk voor de uitvoering van het werkprogramma van UNWTO en het dienen van de behoeften van leden en aangesloten leden. De groep wordt geleid door secretaris-generaal Zurab Pololikashvili uit Georgië, die toezicht houdt op ongeveer 110 fulltime medewerkers op het hoofdkantoor van UNWTO in Madrid. Het secretariaat omvat ook een regionaal ondersteuningsbureau voor Azië-Pacific in Osaka, Japan, gefinancierd door de Japanse regering en een verbindingskantoor in Genève als vertegenwoordiging van UNWTO bij het VN-systeem, de Wereldhandelsorganisatie en andere diplomatieke organisaties in Zwitserland.

### Secretarissen-generaal
| Naam                      | Periode   |
| ------------------------- | --------- |
| Robert Lonati             | 1975-1985 |
| Willibald Pahr            | 1986-1989 |
| António Enriquez Savignac | 1990-1996 |
| Francesco Frangialli      | 1997-2009 |
| Taleb Rifai               | 2010-2017 |
| Zurab Pololikashvili      | 2018-     |

## Leden

UNWTO Toerisme Regio's
Afrika
Amerika
Australië & Azië
Europa
Midden Oosten

De Wereldorganisatie voor Toerisme beschouwt de publieke en private sector als integrale partners bij het vervullen van haar algemene mandaat om duurzame ontwikkeling in het toerisme te bevorderen. Bovendien is de UNWTO het enige agentschap van de Verenigde Naties dat leden uit de particuliere sector heeft die deelnemen aan de bestuursstructuur. 
UNWTO-leden hebben de managementvisie en prioriteiten van de secretaris-generaal onderschreven, die toerisme als een beleidsprioriteit wil positioneren, leiding wil geven aan kenniscreatie, de capaciteit van de organisatie wil vergroten door nieuwe en sterkere partnerschappen op te bouwen en een betere waarde te bieden voor bestaande leden, terwijl ook het lidmaatschap wordt uitgebreid.
Om de Managementvisie te realiseren, is het werk van UNWTO gebaseerd op vijf verschillende pijlers:
- het toerisme slimmer maken door innovatie te vieren en de digitale transformatie van de sector te leiden
- het concurrentievermogen van het toerisme op elk niveau te verbeteren door investeringen te bevorderen en ondernemerschap te bevorderen
- het creëren van meer en betere banen en het verstrekken van relevante opleidingen
- het opbouwen van veerkracht en het bevorderen van veilig en naadloos reizen en
- het benutten van het unieke potentieel van het toerisme om cultureel en natuurlijk erfgoed te beschermen en gemeenschappen zowel economisch als sociaal te ondersteunen

Het lidmaatschap van de UNWTO omvat 159 staten, zes gebieden (Vlaamse Gemeenschap (1997), Puerto Rico (2002), Aruba (1987), Hong Kong (1999), Macau (1981), Madeira (1995)) en twee permanente waarnemers (Heilige Stoel (1979), Palestina (1999)). 
Bovendien, en uniek voor een gespecialiseerd agentschap van de Verenigde Naties, heeft UNWTO meer dan 500 aangesloten leden, die de particuliere sector, onderwijsinstellingen, toeristische verenigingen en lokale toeristische autoriteiten, niet-gouvernementele entiteiten met gespecialiseerde belangen in toerisme, en commerciële en niet-commerciële organisaties en verenigingen vertegenwoordigen met activiteiten die verband houden met de doelstellingen van UNWTO of die onder haar bevoegdheid vallen.
Zeventien staatsleden hebben zich in het verleden voor verschillende perioden uit de organisatie teruggetrokken (sommigen keerden enkele jaren na hun terugtrekking terug): Australië , Bahama's, Bahrein, België, Canada, Costa Rica, El Salvador, Grenada, Honduras, Koeweit, Letland, Maleisië, Myanmar, Panama, Filippijnen, Qatar, Thailand, Verenigd Koninkrijk en Puerto Rico (als geassocieerd lid). De Nederlandse Antillen was voor de ontbinding geassocieerd lid.
Niet-leden zijn: Australië, België, Belize, Canada, Denemarken, Dominica, Estland, Finland, Grenada, Guyana, IJsland, Ierland, Kiribati, Letland, Liechtenstein, Luxemburg, Marshalleilanden, Micronesië, Nauru, Nieuw-Zeeland, Rusland, Saint Kitts en Nevis, Saint Lucia, Saint Vincent en de Grenadines, Singapore, Salomonseilanden, Somalië, Zuid-Soedan, Suriname, Tonga, Tuvalu, Verenigd Koninkrijk, Verenigde Staten en Zweden.
De Verenigde Arabische Emiraten (VAE) sloten zich in mei 2013 weer aan bij de organisatie, 26 jaar na het verlaten van UNWTO.
Op 27 april 2022 sprak Rusland de wens uit om de UNWTO te verlaten en later op dezelfde dag stemde UNWTO om Rusland op te schorten met het oog op de Russische invasie van Oekraïne.

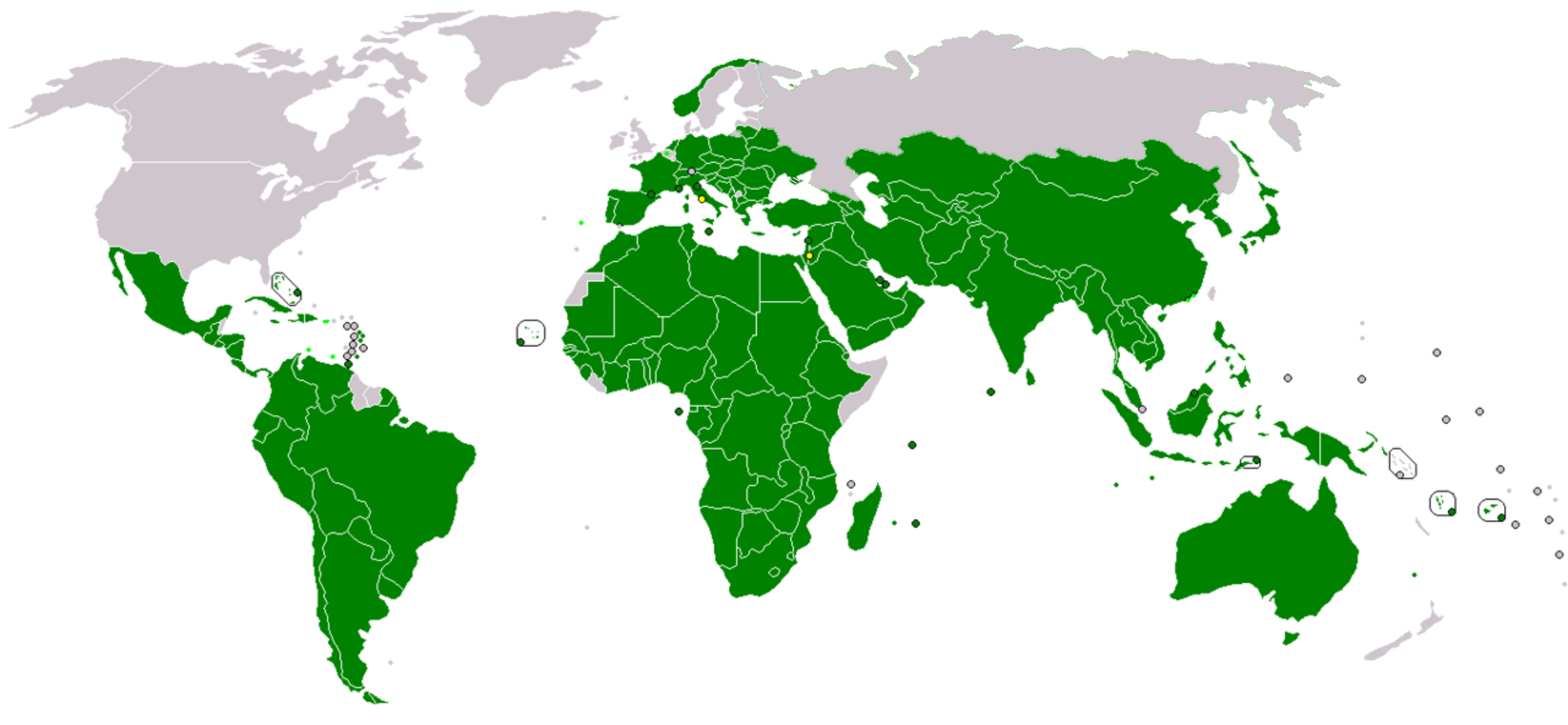
UNWTO
Lidstaten
Deelnemende gebieden
Observerende staten
Geen lid

- Afghanistan
- Albanië
- Algerije
- Andorra
- Angola
- Antigua en Barbuda
- Argentinië
- Albanië
- Azerbeidzjan
- Bahama's
- Bahrein
- Bangladesh
- Barbados
- Wit-Rusland
- Benin
- Bhutan
- Bolivia
- Bosnië en Herzegovina
- Botswana
- Brazilië
- Brunei
- Bulgarije
- Burkina Faso
- Burundi
- Cambodja
- Centraal-Afrikaanse Republiek
- Chili
- China
- Colombia
- Comoren
- Congo-Brazzaville
- Congo-Kinshasa
- Costa Rica
- Cuba
- Cyprus
- Djibouti
- Dominicaanse Republiek
- Duitsland
- Ecuador
- Egypte
- El Salvador
- Equatoriaal-Guinea
- Eritrea
- Ethiopië
- Fiji
- Filipijnen
- Frankrijk
- Gabon
- Gambia
- Georgië
- Ghana
- Griekenland
- Guatemala
- Guinee
- Guinee-Bissau
- Haïti
- Honduras
- Hongarije
- India
- Indonesië
- Irak
- Iran
- Israël
- Italië
- Ivoorkust
- Jamaica
- Japan
- Jemen
- Jordanië
- Kaapverdië
- Kameroen
- Kazachstan
- Kenia
- Kirgizië
- Koeweit
- Noord-Korea
- Kroatië
- Laos
- Lesotho
- Libanon
- Liberia
- Libië
- Litouwen
- Madagaskar
- Malawi
- Malediven
- Maleisië
- Mali
- Malta
- Marokko
- Mauritanië
- Mauritius
- Mexico
- Moldavië
- Monaco
- Mongolië
- Montenegro
- Mozambique
- Myanmar
- Namibië
- Nederland
- Nepal
- Nicaragua
- Niger
- Nigeria
- Noord-Macedonië
- Oeganda
- Oekraïne
- Oezbekistan
- Oman
- Oostenrijk
- Oost-Timor
- Pakistan
- Palau
- Panama
- Papoea-Nieuw-Guinea
- Paraguay
- Peru
- Polen
- Portugal
- Qatar
- Roemenië
- Rwanda
- Samoa
- San Marino
- Sao Tomé en Principe
- Saoedi-Arabië
- Senegal
- Servië
- Seychellen
- Sierra Leone
- Slovenië
- Slowakije
- Soedan
- Somalië
- Spanje
- Sri Lanka
- Swaziland
- Syrië
- Tadzjikistan
- Tanzania
- Thailand
- Togo
- Trinidad en Tobago
- Tsjaad
- Tsjechië
- Tunesië
- Turkije
- Turkmenistan
- Uruguay
- Vanuatu
- Venezuela
- Verenigde Arabische Emiraten
- Vietnam
- Zambia
- Zimbabwe
- Zuid-Afrika
- Zuid-Korea
- Zwitserland

Deelnemende gebieden:
- Aruba
- Vlaanderen (België)
- Hongkong
- Macau
- Madeira (Portugal)
- Costa Rica

Observerende staten:
- Heilige Stoel (Permanente Observeerstaat)
- Palestina (Speciale Observeerstaat)

## Trivia
- Om verwarring met de Wereldhandelsorganisatie (WTO) te voorkomen, wordt de Wereldorganisatie voor Toerisme officieel afgekort als UNWTO.